# Didelta cascudum
Didelta cascudum är en rundmaskart. Didelta cascudum ingår i släktet Didelta, och familjen Linhomoeidae. Arten är reproducerande i Sverige.